# مركز ليمور ديوك

شعار مركز ليمور ديوك

مركز ليمور ديوك هو ملاذ بمساحة 85 فدان لرئيسيات السعالي البدائية النادرة والمهددة بالانقراض. تقع في بجامعة ديوك في دورهام بولاية كارولينا الشمالية بالولايات المتحدة. وهي أكبر محمية للسعالي البدائية في العالم.
مركز ليمور ديوك مفتوح للجمهور من خلال الجولات، والتي يتعين على الزوار للقيام بها تحديد موعد مسبق.

## وصلات خارجية
- الموقع الرسمي للمركز